# Seseli tortuosum
Séséli tortueux
Espèce
Classification phylogénétique
Seseli tortuosum (le Séséli tortueux) est une espèce de plantes à fleurs de la famille des Apiaceae (Ombellífères).

## Description
C'est une plante perenne, ramifiée, ouverte et compacte de 50 a 70 cm de haut, rigide et enchevêtrée, ses nombreuses tiges changent constamment de direction et s'entrecroisent, glabre et de couleur verte bleutée. Dans chaque tige florifère il y a 10 ombelles ou plus , avec jusqu’à 10 rayons ouverts, portant d'autres ombelles plus petites, avec beaucoup de fleurs blanches, parfois rougeâtres ou même violacées, 5 étamines et deux styles ouverts et persistants, 5 pétales blancs , ouverts , deux sphères collées dans le centre de la fleur. Les ombelles secondaires sont arrondies, mais plates à maturité. Une grosse racine charnue, tubéreuse, enveloppée dans sa partie supérieure par un épais tissu de fibres marron, restes d'anciennes feuilles,.

### Description deCoste
C'est une plante vivace de 20 à 50 cm, glabre et très glauque, à tige épaisse, striée, très rameuse dès la base, à rameaux tortueux, divariqués, formant buisson ; feuilles inférieures à pétiole canaliculé en dessus, triangulaires dans leur pourtour, bi-tripennatiséquées, à lanières charnues, linéaires, canaliculées en dessus, finement denticulées aux bords ; fleurs blanches ou rougeâtres, en ombelles nombreuses, à 4-10 rayons pubescents en dedans ; involucre nul ; involucelle à folioles lancéolées, largement scarieuses aux bords, plus longues que les pédicelles ; styles une fois plus longs que le stylopode ; fruit mûr pubescent, à côtes épaisses et carénées.

## Utilisation
Les graines de la plante appelée Seseli de Marseille (= Seseli tortuosum) étaient un des multiples constituants de la thériaque de la pharmacopée maritime occidentale au XVIIIe siècle .

## Distribution
Cette espèce est assez commune dans les pelouses sèches et parmi les rocailles de la région méditerranéenne, sur les bords de chemins et les terres incultes.

## Taxonomie
Seseli tortuosum a été décrite par Carl von Linné et publié dans Species Plantarum 259, en 1753.
Synonymie
- Athamanta ramosissima Hoffmanns. & Lien
- Seseli littorale Willk.
- Seseli massiliense Bubani
- Seseli puberulum DC.
- Seseli tortuosum subsp. ramosissimum (Samp.) Alte
- Seseli tortuosum var. graecum DC.
- Seseli arenarium Bieberd.
- Seseli campestre Besser
- Seseli pauciradiatum Schischk.
- Seseli peucedanifolium Besser
- Seseli rigidum Waldst. & Kit.
- Seseli tenderiense Kotov
- Seseli tortuosum var. paucirdiatum Tamamsch [5]

## Noms communs
Cumin de Marseille, cumin rustique, herbe du sacristain, second fenouil sauvage, Séséli de Marseille.

## Sources
- Annexe: Chronologie de la botanique
- Histoire de la botanique
- Caractéristiques des Apiacées